# Santi Michele e Magno
Santi Michele e Magno är en kyrkobyggnad i Rom, helgad åt den helige ärkeängeln Mikael och den helige Magno av Anagni. Kyrkan är belägen vid Borgo Santo Spirito i Rione Borgo och tillhör församlingen Santa Maria in Traspontina.
Santi Michele e Magno är Nederländernas nationskyrka i Rom.

## Kyrkans historia
Den första kyrkan på denna plats uppfördes på 700-talet av Bonifatius. Denna kyrka förstördes i samband med Roms skövling år 1084 under Robert Guiscard. Kyrkan återuppbyggdes under påve Innocentius II och konsekrerades år 1141. Kyrkan genomgick en genomgripande restaurering under ledning av arkitekten Carlo Murena åren 1756–1759.

## Interiören
Kyrkan är treskeppig med absid. Högaltarmålningen av Niccola Ricciolini framställer kyrkans bägge skyddspatroner. I vänster sidoskepp återfinns Anton Raphael Mengs gravmonument, utfört av Vincenzo Pacetti.
I anslutning till kyrkan finns en Scala Santa.

## Omnämningar i kyrkoförteckningar
| Katalog                      | År         | Benämning                                         |
| ---------------------------- | ---------- | ------------------------------------------------- |
| Catalogo di Cencio Camerario | 1192       | sco. Michaeli                                     |
| Il Catalogo Parigino         | cirka 1230 | s. Michele de Porticu                             |
| Il Catalogo di Torino        | cirka 1320 | Ecclesia sancti Michaelis que est capella papalis |
| Il Catalogo del Signorili    | cirka 1425 | sci. Michaelis                                    |

## Bilder
| - Högaltarmålningen. - Gravmonument över Anton Raphael Mengs. - Scala Santa vid kyrkan. |

## Kommunikationer
Närmaste tunnelbanestation är  Ottaviano.